# Городище (Черняховский район)
Городи́ще (укр. Городище) — село на Украине, основано в 1623 году, находится в Черняховском районе Житомирской области.
Код КОАТУУ — 1825682601. Население по переписи 2001 года составляет 526 человек. Почтовый индекс — 12347. Телефонный код — 4134. Занимает площадь 1,57 км².

## Адрес местного совета
12347, Житомирская область, Черняховский р-н, с.Городище, ул.Мира, 1